# Фундус

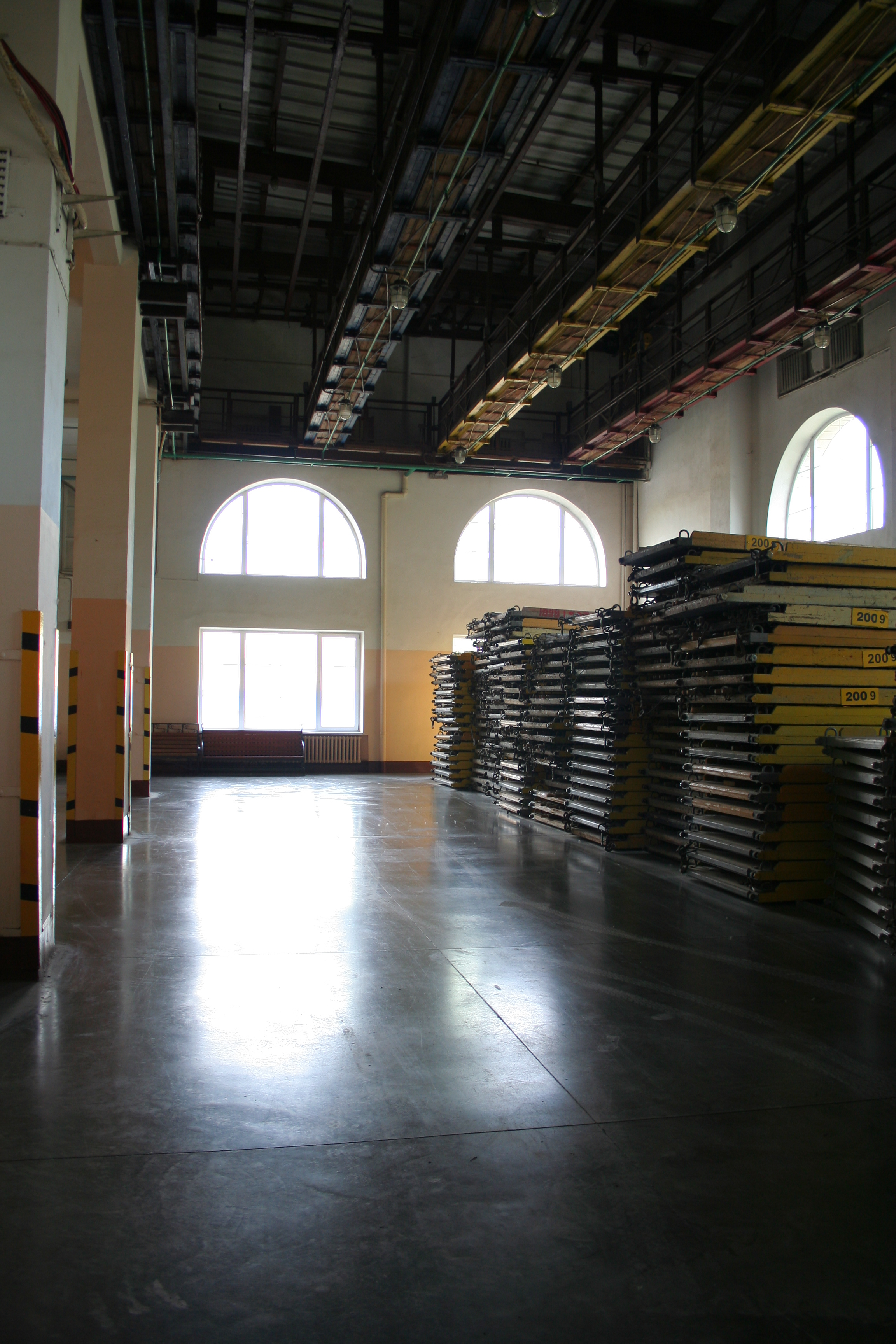
Фундусные щиты на Мосфильме

Фунду́с — нормализованные строительные и архитектурные детали, использующиеся для создания сборно-разборных декораций в кинематографе. Фундусные декорации создаются из фундуса, представляющего собой набор стандартных деталей, соединяемых при помощи струбцин, шарниров или клиновых соединений. В СССР первая фундусная система была внедрена в 1925 году и позволяла создавать любые декорации в павильонах киностудий и на натуре. Детали фундуса рассчитаны на многократное использование в разных декорациях, удешевляя кинопроизводство.
В более широком смысле фундусом называются предметы или одежда, часто употребляющиеся в различных кинокартинах или театральных спектаклях и хранящиеся на специальных складах.

## Описание
Существующие фундусные системы, как правило, состоят из стенообразующих щитов, щитов настила, контрольных брусьев, уголков, откосов и струбцин. Кроме того, используются стандартные оконные и дверные блоки, позволяющие имитировать различные элементы интерьера практически любой эпохи. Размеры элементов стандартизированы и существуют в виде отраслевых нормалей. Разработка отечественных фундусных систем велась на киностудиях и в НИКФИ. В СССР существовали две принципиально различные системы: разработанная А. Лапшиным на «Ленфильме», и С. Козловским на «Мосфильме». В отличие от более распространённой московской системы, ленинградская основана на использовании в качестве крепежа болтовых соединений.
Для хранения конструкций на большинстве киностудий при цехе декоративно-технических сооружений (ЦДТС) существуют фундусные склады или фундусные парки.
Кроме отдельных деталей, на фундусных складах могут храниться готовые модули, часто используемые в различных кинофильмах, например, декорации купе железнодорожного вагона, корабельной каюты, тюремной камеры или другие стандартные интерьеры.